# Йосип Камінський
Йосип Камінський (нар. 17 листопада 1878, с. Раковец-над-Ондавою, Земплінський комітат, Землі корони Святого Стефана, Австро-Угорщина — пом. 1944, Ужгород, Угорське королівство) — громадсько-політичний і культурний діяч москвофільського спрямування, журналіст, публіцист та правник.

## Життєпис
Йосип Камінський народився 17 листопада 1878 року в с. Раковец-над-Ондавою, нині округ Михайлівці, Словаччина, у сім'ї греко-католицького священика. В університету Клаузенбурга (нині Клузький університет) отримав ступінь доктора права. Працював рік стенографістом у парламенті в Будапешті.
Під час Першої світової війни був призваний до австро-угорської армії, потрапив у російський полон. З полону повернувся у 1918 році.
Після повернення з російського полону стає активним учасником москвофільського руху, входить до Центральної Руської Народної ради, стає особистим секретарем міністра Ореста Сабова.
Був одним з співзасновників москвофільського Автономного земледільського союзу в 1920 році. Засновник партійного друкованого органу Автономного земледільського союзу газети «Карпаторусскій вѣстникъ».
У 1923 році вступив у проурядову Республіканську аграрну партію. У 1924 році Йосип Камінський виграв вибори та був обраний послом до чехословацького парламенту.
Йосип Камінський був редактором москвофільських газет «Дружественный вѣстник» (1926–1927), «Карпаторусскій Голосъ» (1932–1934) та календаря «Товариства імені Олександра Духновича».
Наприкінці 1930-х років був директором Земського народного підкарпаторуського театру.
8 жовтня 1938  року Йосип Камінський був учасником наради представників української та москвофільської орієнтацій, на якій було вирішено: «Домагатися для Підкарпатської Русі тих самих прав, які отримала й отримає Словаччина». 
У 1939 році призначений у Верхню палату угорського парламенту. Помер у 1944 році в Ужгороді.

## Особисте життя
У 1922 році одружився з Ідою Камінські, донькою мера Ужгорода Мігая Фінцицького. У подружжя не було дітей.